# Rumjana Schelewa

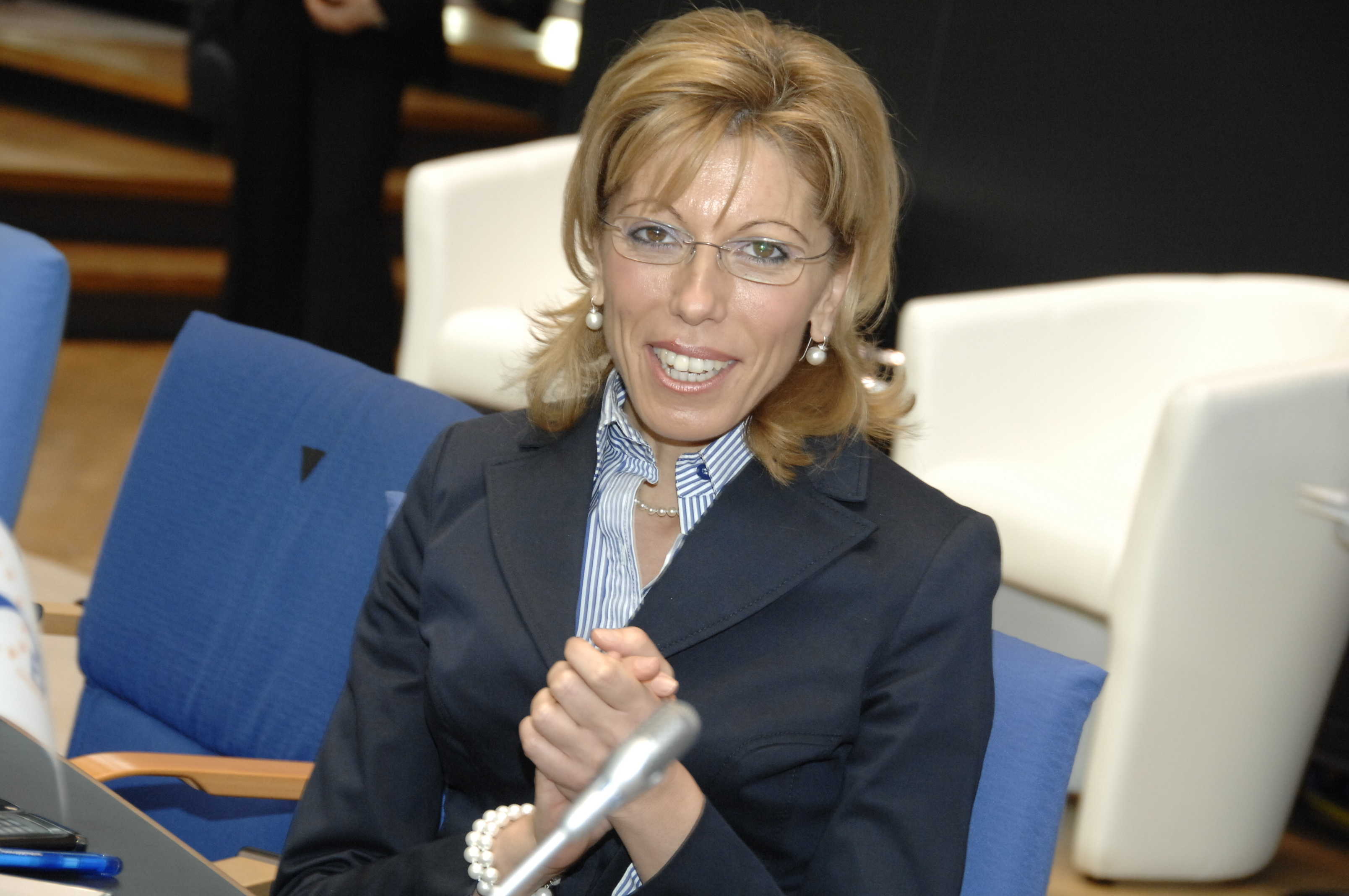
Rumjana Schelewa

Rumjana Rusewa Schelewa (auch Rumiana Ruseva Jeleva geschrieben, bulgarisch Румяна Русева Желева; * 18. April 1969 in Nowa Sagora) ist eine bulgarische Politikerin und Soziologin. Sie war von Juli 2009 bis Januar 2010 Außenministerin Bulgariens und war Mitglied des Europäischen Parlaments für die Partei GERB und zuvor unter anderem Dozentin an der Otto-von-Guericke-Universität Magdeburg.
Sie ist Mitglied des Berliner Forums (International network of business ethics), des Rotary Clubs Burgas und der European Association for Rural Sociology.
2007 wurde Rumjana Schelewa bei der Europawahl 2007 von der Liste der GERB zum Mitglied des Europäischen Parlaments gewählt. Bei den Europawahlen 2009 wurde sie wiedergewählt.
Nach den bulgarischen Parlamentswahlen 2009, die von der Partei GERB gewonnen wurde, wurde Rumjana Schelewa am 27. Juli als Außenministerin in der Regierung von Bojko Borissow vereidigt. Für sie rückte Andrej Kowatschew ins Europaparlament nach.
Im November 2009 wurde Schelewa als Mitglied der Europäischen Kommission nominiert. In der Kommission Barroso II sollte sie das Ressort Humanitäre Hilfe und Krisenschutz innehaben. Im Rahmen einer Befragung im Europäischen Parlament wurden jedoch Zweifel an ihrer Person laut: Neben Kritik an der mangelnden fachlichen Kompetenz wurde ihr vorgeworfen, unvollständige Angaben zu ihren Nebeneinkünften während ihres Mandats als Europaabgeordnete gemacht zu haben. Ihrem Mann wurden zudem von etlichen Medien Beziehungen zu kriminellen Organisationen vorgeworfen, jedoch basierten diese Behauptungen auf anonymen Papieren, die sich nicht bestätigten. Nachdem verschiedene Fraktionen des Europäischen Parlaments angedeutet hatten, der Kommission wegen Schelewa das Zustimmungsvotum zu versagen, zog sie am 19. Januar 2010 ihre Bewerbung zurück. Sie kündigte außerdem ihren Verzicht auf das Amt als bulgarische Außenministerin an. Dieser wurde von Regierungschef Borissow zunächst nicht, nach weiteren Beratungen der Regierungspartei aber schließlich doch angenommen. Als EU-Kommissarin wurde stattdessen Kristalina Georgiewa nominiert und als bulgarischer Außenminister Nikolaj Mladenow gewählt.